# Kjersti Stenseng

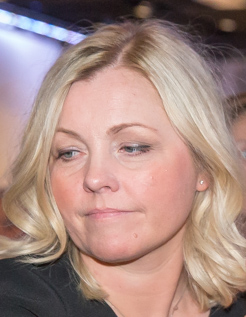
Kjersti Stenseng, 2017

Kjersti Stenseng (* 4. September 1974 in Nord-Fron) ist eine norwegische Politikerin der Arbeiderpartiet (Ap), deren Generalsekretärin sie von 2015 bis 2025 war. Seit Februar 2025 ist sie Ministerin für Kommunalverwaltung und regionale Entwicklung. Von Mai 2012 bis September 2013 war sie Staatssekretärin im Kulturministerium.

## Leben
Stenseng ist dich Tochter des früheren Bürgermeisters der Kommune Nord-Fron, Gunnar Tore Stenseng. Zwischen 2007 und 2011 saß sie im Kommunalparlament von Sør-Fron. Von Januar bis August 2010 arbeitete sie in Vertretung als politische Referentin im Kulturministerium unter der Kulturministerin Anniken Huitfeldt. Diesen Posten übernahm sie zwischen Juni und Oktober 2011 erneut vertretungsweise. Am 1. November 2011 wurde Stenseng schließlich zur kommissarischen Staatssekretärin im Kulturministerium ernannt. Sie blieb bis zum Ende des Jahres im Amt und kehrte am 1. Januar 2012 wieder in ihre Position als politische Referentin zurück, ab März 2012 war sie nicht mehr vertretungsweise, sondern fest in dieser Position tätig. Am 15. Mai 2012 folgte Stensengs Ernennung zur Staatssekretärin im Kulturministerium. Sie war dabei zunächst unter Huitfeldt und später unter Kulturministerin Hadia Tajik tätig. Sie blieb bis zum 1. Oktober 2013 im Amt.
In der Legislaturperiode von 2013 bis 2017 war Stenseng sogenannte Vararepresentantin im norwegischen Parlament, dem Storting. Als solche vertrat sie vom 1. bis zum 16. Oktober die damalige Ministerin Rigmor Aasrud, die als Regierungsmitglied ihr Mandat ruhen lassen musste. Vor der Parlamentswahl 2013 hatte Stenseng die Kampfkandidatur um den dritten Platz auf der Wahlliste im Wahlkreis Oppland verloren. Dieser hätte ihr einen festen Platz im Parlament verschafft. Von 2010 bis 2014 fungierte Stenseng als Vorsitzende der Arbeiderpartiet im damaligen Fylke Oppland. Am 18. April 2015 wurde sie auf dem Landesparteitag zur Generalsekretärin ihrer Partei gewählt. Im Dezember 2024 gab sie bekannt, dass sie nicht erneut für den Posten als Generalsekretärin kandidieren werde. Stensengs Zeit als Generalsekretärin endete im April 2025, als Kari-Anne Opsal zu ihrer Nachfolgerin gewählt wurde.
Am 4. Februar 2025 wurde Stenseng zur Ministerin für Kommunalverwaltung und regionale Entwicklung in der Regierung Støre ernannt. Sie wurde Nachfolgerin des Senterpartiet-Politikers Erling Sande, der aufgrund des Regierungsaustritts der Senterpartiet aus dem Amt ausschied.